# 채수빈
채수빈(본명: 배수빈, 1994년 7월 10일~)은 대한민국의 배우이다.

## 학력
- 관문초등학교 (졸업)
- 과천중학교 (졸업)
- 과천여자고등학교 (졸업)
- 건국대학교 영화학 (학사)

## 출연작

### 드라마
- 2014년 MBC 단막극 《드라마 페스티벌 - 원녀일기》 ... 심청 역
- 2015년 KBS2 금요드라마 《스파이》 ... 조수연 역
- 2015년 KBS2 주말연속극 《파랑새의 집》 ... 한은수 역
- 2015년 KBS2 월화드라마 《발칙하게 고고》 ... 권수아 역
- 2016년 KBS2 월화드라마 《구르미 그린 달빛》 ... 조하연 역
- 2016년 MBC 수목드라마 《쇼핑왕 루이》 ... 왕몽실 역 (특별출연)
- 2017년 MBC 월화 특별기획 드라마 《역적 : 백성을 훔친 도적》 ... 가령 역
- 2017년 한국 MBC & 중국 유라이크 웹 드라마 《주워온 고양이 남친》 ... 구미오 역
- 2017년 KBS2 금토드라마 《최강 배달꾼》 ... 이단아 역
- 2017년 KBS2 단막극 《KBS 드라마 스페셜 - 우리가 계절이라면》 ... 윤해림 역
- 2017년 MBC 수목드라마 《로봇이 아니야》 ... 조지아 / 아지 3 역
- 2018년 SBS 월화드라마 《여우각시별》 ... 한여름 역
- 2020년 tvN 월화드라마 《반의 반》 ... 한서우 역
- 2022년 Disney+ 오리지널 드라마 《너와 나의 경찰수업》 ... 고은강 역
- 2022년 Netflix 오리지널 드라마 《더 패뷸러스》 ... 표지은 역
- 2024년 MBC 금토드라마  《지금 거신 전화는》 ... 홍희주 역

### 영화
- 2014년 영화 《나의 독재자》 ... 배꼽티녀 역
- 2014년 영화 《테이크 아웃》 ... 명지 역
- 2015년 영화 《밤과 함께》 ... 혜진 역
- 2015년 영화 《엠보이》 ... 은수 역
- 2016년 영화 《로봇, 소리》 ... 김유주 역
- 2019년 영화 《그대 이름은 장미》 ... 홍현아 역
- 2021년 영화 《새콤달콤》 ... 정다은 역
- 2022년 영화 《해적 Part Ⅱ: 도깨비 깃발》 ... 해금 역
- 2024년 영화 《하이재킹》 ... 옥순 역
- 2025년 영화 《전지적 독자 시점》 … 유상아 역

### 연극
- 2014년 《그와 그녀의 목요일》 ... 서이경 역
- 2016년 《블랙버드》 ... 우나 역
- 2019년 《앙리 할아버지와 나》 ... 콘스탄스 역
- 2023년 《셰익스피어 인 러브》 ... 비올라 드 레셉스 역

## 연기 외 활동

### 텔레비전 프로그램
| 연도 | 방송사     | 제목                            | 역할        | 비고                                     |
| ---- | ---------- | ------------------------------- | ----------- | ---------------------------------------- |
| 2015 | KBS2       | 대국민 토크쇼 안녕하세요        | 게스트 출연 | 212회 (2015.02.16 방송분)                |
| 2016 | SBS        | 일요일이 좋다 - 런닝맨          | 게스트 출연 | 319회 (2016.10.02 방송분)                |
| 2017 | SBS        | 일요일이 좋다 - 꽃놀이패        | 게스트 출연 | 19회,20회 (2017.1.8,1.15 방송분)         |
| 2017 | MBC        | 설특집 오빠생각                 | 게스트 출연 | 2부작 (2017.1.29~1.30 방송분)            |
| 2017 | KBS2       | 해피투게더 3                    | 게스트 출연 | '웃음배달꾼' 편, 510회 (2017.8.3 방송분) |
| 2019 | KBS2       | 해피투게더 4                    | 게스트 출연 | 15회 (2019.1.17 방송분)                  |
| 2019 | KBS2       | 해피투게더 4                    | 게스트 출연 | 27회 (2019.4.11 방송분)                  |
| 2020 | JTBC       | 아는형님                        | 게스트 출연 | 285회 (2020.12.05 방송분)                |
| 2021 | tvN        | 빌려드립니다 바퀴 달린 집       | 고정 출연   | 1~3회                                    |
| 2022 | tvN        | 놀라운 토요일                   | 게스트 출연 | 199회 (2022.02.12 방송분)                |
| 2022 | 티빙       | 청춘MT                          | 고정 출연   | 1~8회                                    |
| 2022 | tvN        | 출장십오야 - 스타쉽:가을 야유회 | 고정 출연   | 1~2회                                    |
| 2022 | JTBC       | 아는형님                        | 게스트 출연 | 357회 (2022.11.12 방송분)                |
| 2022 | 쿠팡플레이 | SNL 코리아 리부트 시즌3         | 호스트 출연 | 3회 (2022.12.03 방송분)                  |

|-
| 2024
| sbs
| 틈만나면,
| 게스트 출연
| 13회 (2024.11.19 방송분)
|-
|}

### 라디오 프로그램
| 연도 | 방송사      | 제목            | 역할        | 비고                |
| ---- | ----------- | --------------- | ----------- | ------------------- |
| 2016 | SBS 파워 FM | 두시탈출 컬투쇼 | 게스트 출연 | (2016.10.26 방송분) |

### 뮤직 비디오
| 연도 | 가수                            | 제목               | 비고 |
| ---- | ------------------------------- | ------------------ | ---- |
| 2014 | 유니크노트 (feat. 바비킴, 정엽) | 〈여자친구〉       |      |
| 2016 | 왁스                            | 〈너를 너를 너를〉 |      |
| 2021 | 규현                            | 〈마지막 날에〉    |      |
| 2021 | 규현                            | 〈커피〉           |      |
| 2021 | 규현                            | 〈투게더〉         |      |
| 2022 | 규현                            | 〈연애소설〉       |      |
| 2023 | 채수빈 · 조유리                 | 〈Yellow Circle〉  |      |

### 광고
| 연도      | 기업명            | 제품명                                   | 종류                       | 공동 출연 |
| --------- | ----------------- | ---------------------------------------- | -------------------------- | --------- |
| 2014      | (주)롯데리아      | 롯데리아 - 하루종일 부담없는 착한메뉴 편 | 패스트푸드 전문 프랜차이즈 |           |
| 2014      | 동원F&B           | 동원참치 - 아빠와 딸 편                  | 식품                       |           |
| 2014      | 한국 마즈         | 스니커즈 초코바                          | 초콜릿바                   | 백철민    |
| 2014      | LG유플러스        | LG유플러스 LTE8                          | 통신사                     |           |
| 2014      | 기아자동차        | K3 - 폰 스택 게임 편                     | 자동차                     | 윤균상    |
| 2014      | (주)카카오        | 카카오뮤직                               | 소셜 음악 서비스           |           |
| 2014      | 광동제약          | 옥수수수염차                             | 차음료                     | 김수현    |
| 2015      | 아모레퍼시픽      | 라네즈                                   | 화장품                     |           |
| 2015      | 매일유업          | 카페라떼 더블샷                          | 커피음료                   | 유연석    |
| 2015      | 이베이 코리아     | G마켓 - 썸 확인법 편                     | 오픈 마켓                  | 공명      |
| 2015      | 이베이 코리아     | G마켓 구글 넥서스 플레이어 편            | 오픈 마켓                  |           |
| 2015~2017 | (주)에이프릴 스킨 | 에이프릴 스킨                            | 화장품                     |           |
| 2017      | (주)조이티게임즈  | 테일즈헌터                               | 모바일 게임                |           |
| 2017      | 빙그레            | 아카페라 사이즈업커피                    | 커피음료                   |           |
| 2017      | 롯데하이마트      | 하이마트                                 | 쇼핑                       |           |
| 2018      | 리즈케이          | 리즈케이                                 | 화장품                     |           |

## 수상 및 후보
| 연도 | 시상식                        | 부문                            | 작품                       | 결과 | 출처  |
| ---- | ----------------------------- | ------------------------------- | -------------------------- | ---- | ----- |
| 2015 | 제4회 에이판 스타 어워즈      | 여자 신인연기상                 | 파랑새의 집                | 수상 | [ 2 ] |
| 2015 | 제8회 코리아 드라마 어워즈    | 여자 신인연기상                 | 파랑새의 집                | 후보 |       |
| 2015 | KBS 연기대상                  | 여자 신인연기상                 | 파랑새의 집, 발칙하게 고고 | 수상 | [ 3 ] |
| 2015 | KBS 연기대상                  | 여자 인기상                     | 파랑새의 집, 발칙하게 고고 | 후보 |       |
| 2015 | KBS 연기대상                  | 베스트 커플상 (with 이상엽)     | 파랑새의 집                | 후보 |       |
| 2016 | 제11회 맥스무비 최고의 영화상 | 라이징스타상                    | 빈칸                       | 수상 |       |
| 2016 | KBS 연기대상                  | 중편드라마부문 여자 우수연기상  | 구르미 그린 달빛           | 후보 |       |
| 2017 | 서울웹페스트                  | 여우주연상                      | 주워 온 고양이 남자        | 후보 |       |
| 2017 | MBC 연기대상                  | 월화극부문 여자 우수연기상      | 역적 : 백성을 훔친 도적    | 수상 |       |
| 2017 | MBC 연기대상                  | 여자 인기상                     | 로봇이 아니야              | 후보 |       |
| 2017 | KBS 연기대상                  | 미니시리즈부문 여자 우수연기상  | 최강 배달꾼                | 후보 |       |
| 2018 | SBS 연기대상                  | 월화드라마부문 여자 우수연기상  | 여우각시별                 | 수상 |       |
| 2019 | 제14회 숨피 어워즈            | 올해의 배우상 여자부문          | 로봇이 아니야              | 후보 |       |
| 2019 | 제14회 숨피 어워즈            | 브레이크아웃 배우상             | 로봇이 아니야              | 후보 |       |
| 2024 | 제9회 금융의 날               | 금융위원장 표창                 | 빈칸                       | 수상 |       |
| 2024 | MBC 연기대상                  | 미니시리즈 부문 여자 우수연기상 | 지금 거신 전화는           | 수상 |       |
| 2024 | MBC 연기대상                  | 베스트 커플상 (with 유연석)     | 지금 거신 전화는           | 수상 |       |